# ئی‌ام‌ال ومبولا (ام۳۱۱)
ئی‌ام‌ال ومبولا (ام۳۱۱) (به انگلیسی: EML Wambola (M311)) یک کشتی مین‌جمع‌کن کلاس لینداو در نیروی دریایی استونی است که طول آن 47.1 m می‌باشد. این کشتی در سال ۱۹۵۹ ساخته شد.